# Андрій Крилов (футболіст)
Андрій Крилов (ест. Andrei Krõlov; 19 квітня 1973, Таллінн) — естонський футболіст, нападник.

## Біографія
Вихованець талліннського СК «Коплі» та юнацької команди «Вігри», тренер — Едуард Вирк.
Почав виступати на дорослому рівні у 16-річному віці у складі «Вігри» у першості Естонської РСР. Грав за юнацьку збірну Естонської РСР. У 1991 році став найкращим бомбардиром чемпіонату республіки з 21 забитим м'ячем. Після розпаду СРСР продовжував виступати за «Вігри» у незалежному чемпіонаті Естонії, перед початком сезону 1993/94 команда змінила назву на «Тевалте».
У ході сезону 1993/94 футболіст перейшов у «Таллінна Садам» і виступав за нього протягом наступних п'яти сезонів. Ставав призером чемпіонату країни та володарем Кубка Естонії. В осінньому сезоні 1998 року посів друге місце у суперечці бомбардирів чемпіонату з 10 голами, відставши на три голи від товариша за командою Костянтина Нахка.
У 1999—2000 роках грав за «Левадію», що представляла талліннське передмістя Маарду. В обох сезонах зі своєю командою вигравав чемпіонський титул. 1999 року знову став другим у суперечці бомбардирів, забивши 18 голів і відставши на один м'яч від товариша за командою Тоомаса Криму.
У 2001—2004 роках виступав за талліннський ТФМК, неодноразово ставав призером чемпіонату. У 2002 році став найкращим бомбардиром першості з 37 голами, цей результат став найвищим показником у Європі того сезону. У 2001 році (23 голи) і 2003 (22 голи) займав другі місця в суперечці бомбардирів.
2005 року грав за дебютанта вищої ліги талліннське «Динамо». Після закінчення сезону завершив спортивну кар'єру.
Загалом у вищому дивізіоні Естонії зіграв 287 матчів та забив 162 голи. Станом на січень 2018 займає четверте місце за кількістю голів за всю історію.
Вже ближче до кінця кар'єри футболіста було відомо про потяг Крилова до алкоголю та азартних ігор. Після завершення спортивної кар'єри Крилов неодноразово затримувався за крадіжки одягу, алкоголю та їжі у різних магазинах Таллінна за що й отримав кілька умовних та реальних короткострокових тюремних термінів, у 2006, 2012 та 2018 роках. У 2018 році був також затриманий за керуванням автомобілем у стані алкогольного сп'яніння.

## Досягнення
- Мейстріліга
  -  Чемпіон (2): 1999, 2000
  -  Срібний призер (5): 1997/98, 1998, 2001, 2003, 2004
  -  Бронзовий призер (2): 1996/97, 2002
- Володар Кубка Естонії (5): 1996, 1997, 1998/99, 1999/2000, 2002/03
- Володар Суперкубку Естонії (1): 1996
- Найкращий бомбардир чемпіонату Естонії (1): 2002 (37 голів)